# Torpille Type 90
La Torpille Type 90 Pneumatique (九〇式空気式魚雷, désignée selon l'année 2590 du calendrier impérial japonais), était une torpille de 61 cm de diamètre de la Marine Impériale Japonaise, déployée sur les navires de surface. Elle était une évolution de la torpille Type 8ème Année de 61 cm et fut utilisée par la suite comme base pour le développement de la torpille de Type 93 à oxygène plus avancée. Elle fut notamment équipée sur les destroyers de la Classe Hatsuharu, et sur la majorité des croiseurs lourds japonais après leurs modernisation durant les années 1930.

## Développement
Cette torpille fut notamment basée sur la torpille "Whitehead" britannique[réf. souhaitée] de 53,3 cm et 46 kt (85,192 km/h), qui utilisaient un moteur deux temps à deux cylindres, contrairement aux moteurs à quatre cylindres de la Première Guerre mondiale, ainsi que sur la torpille Type 8ème Année de 61 cm qui avaient la même envergure. 
Ainsi, elle était notablement plus rapide (de 8 - 10 nœud), mais avec une portée réduite à seulement 10 km, moins que les précédents modèles, de 6ème et 8ème année.
En 1926, les britanniques autorisèrent les techniciens japonais à observer la fabrication et les essais en mer de leur torpilles, le Japon ayant acheté vingt têtes d'ogives à l'Angleterre pour 30 000 yens chacune, et se procurant également en 1928 les licences de fabrication de ces torpilles pour 150 000 yens. Aucune de ces torpilles ne fut fabriquées par le Japon, qui combina alors ces technologies et les résultats de recherches de ses propres bureaux de développement afin de produire la Type 90.
Les tests des prototypes furent prolongés afin de corriger un certain nombre de défauts de conception et de fabrication, avec deux prototypes qui furent parallèlement remis à l'École Sous-marine en 1931 pour une mise en application pratique.
La torpille fut adoptée de manière informelle en 1932, mais n'a été officiellement acceptée que le 15 novembre 1933. La production a initialement commencé à l'arsenal naval de Kure, puis par les arsenaux navals de Yokosuka et de Sasebo.

## Description
La Type 90 avait un diamètre exact de 609 mm (24 pouces), pour une longueur de 8,485 m. Elle pesait 2,54 t, dont une ogive de 400 kg d'explosif de Type 97 (60% TNT, 40% hexanitrodiphenylamine (HND)),.
Elle était très rapide pour la période, capable d'attendre une porté de 7 km à 46 kt (85,192 km/h), 10 km à 42 kt (77,784 km/h), ou 15 km à 35 kt (64,82 km/h).
Elle était propulsée par un moteur pneumatique à deux pistons qui lui-même fait tourner l'hélice propulsive. Ce moteur est alimenté en gaz chaud produit par une chambre de combustion « humide », où sont introduits de l'air comprimé provenant d'un réservoir sous 220 bar, du kérozène qui brûle dans cet air, et de l'eau qui limite la température et augmente la pression en se transformant en vapeur (d'où l'appellation « humide » de ce type de moteur).
Son lancement était classique : un jet d'air comprimé l'expulsait de son tube lance-torpilles. Les torpilleurs étaient dotés de batteries de lanceurs comportant trois ou quatre tubes.